# Saint-Gilles-Vieux-Marché
Saint-Gilles-Vieux-Marché (bretonisch Sant-Jili-ar-C’hozhvarc’hod) ist eine französische Gemeinde mit 315 Einwohnern (Stand: 1. Januar 2022) im Département Côtes-d’Armor in der Region Bretagne. Sie gehört zum Arrondissement Saint-Brieuc und zum Kanton Guerlédan. Die Einwohner werden Saint Gillois(es) genannt.

## Geographie
Saint-Gilles-Vieux-Marché liegt etwa 34 Kilometer südwestlich von Saint-Brieuc im Süden des Départements Côtes-d’Armor. 

## Bevölkerungsentwicklung
| Jahr                       | 1793 | 1821 | 1831 | 1841 | 1846 | 1851 | 1856 | 1911 | 1921 | 1962 | 1968 | 1975 | 1982 | 1990 | 1999 | 2006 | 2012 |
| Einwohner                  | 801  | 609  | 805  | 842  | 1174 | 1172 | 1056 | 1053 | 1005 | 595  | 543  | 449  | 415  | 324  | 302  | 315  | 324  |
| Quellen: Cassini und INSEE |      |      |      |      |      |      |      |      |      |      |      |      |      |      |      |      |      |

## Sehenswürdigkeiten
Siehe: Liste der Monuments historiques in Saint-Gilles-Vieux-Marché